# Odległy front
Odległy front (tytuł oryg. Over There) – amerykański serial telewizyjny poruszający temat wojny w Iraku, oryginalnie emitowany przez stację FX od lipca do października 2005 roku. W Polsce serial wyemitowała stacja HBO. Od zakończenia emisji pierwszego sezonu, krążą spekulacje na temat nakręcenia serii drugiej.
Bohaterami serialu są amerykańscy żołnierze wyjeżdżający na misję do Iraku. Serial przedstawia wyzwania, z jakimi zmagają się członkowie jednostki piechoty oraz piętno, jakie wojna odciska na wojskowych i ich rodzinach. Twórcy ukazują także problemy psychiczne, fizyczne oraz różnice kulturowe, które pojawiają się każdego dnia.

## Obsada

### Obsada główna
- Josh Henderson jako Bo „Texas” Rider Jr.
- Luke Macfarlane jako szeregowy Frank „Tuman” Dumphy
- Erik Palladino jako Chris „Krzyk” Silas
- Keith Robinson jako szeregowy Avery „Angel” King
- Sticky Fingaz jako szeregowy Maurice „Dym” Williams
- Omid Abtahi jako Tariq Nassiri
- Lizette Carrión jako Esmeralda „Doublewide” Del Rio
- Nicki Lynn Aycox jako Brenda „Mrs. B” Mitchell
- Sprague Grayden jako Terry Rider
- Brigid Brannagh jako Vanessa Dumphy
- Lombardo Boyar jako Sergio Der Rio

### Pozostali członkowie obsady
- Ana Ortiz jako Anna
- Rami Malek jako Hassan
- Mark-Paul Gosselaar jako John Moffet
- Wade Williams jako Bo Rider Sr.
- Currie Graham jako kapral Shaver

## Odcinki
| Nr odcinka | Data premiery              | Oryginalny tytuł                   |
| ---------- | -------------------------- | ---------------------------------- |
| 1          | 27 lipca 2005 (USA)        | Pilot                              |
| 2          | 3 sierpnia 2005 (USA)      | Roadblock Duty                     |
| 3          | 10 sierpnia 2005 (USA)     | The Prisoner                       |
| 4          | 17 sierpnia 2005 (USA)     | I Want My Toilets                  |
| 5          | 24 sierpnia 2005 (USA)     | Embedded                           |
| 6          | 31 sierpnia 2005 (USA)     | It's Alright Ma, I'm Only Bleeding |
| 7          | 7 września 2005 (USA)      | Mission Accomplished               |
| 8          | 14 września 2005 (USA)     | Situation Normal                   |
| 9          | 21 września 2005 (USA)     | Spoils of War                      |
| 10         | 28 września 2005 (USA)     | Suicide Rain                       |
| 11         | 5 października 2005 (USA)  | Orphans                            |
| 12         | 19 października 2005 (USA) | Weapons of Mass Destruction        |
| 13         | 26 października 2005 (USA) | Follow the Money                   |